# 奇皮安河
奇皮安河（俄语：Река Чипиань）或矢取川（日语：／）是萨哈林州的河流，长21公里，流域面积136平方公里，在距河口89公里处注入柳托加河，有支流弗里肯河。

## 引用
1. ↑  М·Г·瓦西科夫斯基. . 列宁格勒: 气象出版社. 1973 （俄语）.
2. ↑  . 国家水登记处.   [2024-01-04]. （原始内容存档于2023-09-28） （俄语）.